# Узажево-Губи
Узажево-Губи (пол. Uzarzewo-Huby, нім. Soldanshof) — село в Польщі, у гміні Победзиська Познанського повіту Великопольського воєводства.
Населення — 59 осіб (2011).
У 1975-1998 роках село належало до Познанського воєводства.

## Демографія
Демографічна структура станом на 31 березня 2011 року:
|          | Загалом | Допрацездатний вік | Працездатний вік | Постпрацездатний вік |
| -------- | ------- | ------------------ | ---------------- | -------------------- |
| Чоловіки | 33      | 9                  | 22               | 2                    |
| Жінки    | 26      | 4                  | 18               | 4                    |
| Разом    | 59      | 13                 | 40               | 6                    |